# Arborio (riso)
Il riso Arborio è una cultivar italiana di riso, molto utilizzata nella preparazione dei risotti, selezionata da Domenico Marchetti nel 1946 incrociando il Vialone con la varietà americana Lady Wright.

## Etimologia
Il termine "Arborio" deriva dal nome della città italiana di Arborio, situata nella regione del Piemonte nella Pianura Padana, dove questo riso è stato originariamente coltivato.

## Storia

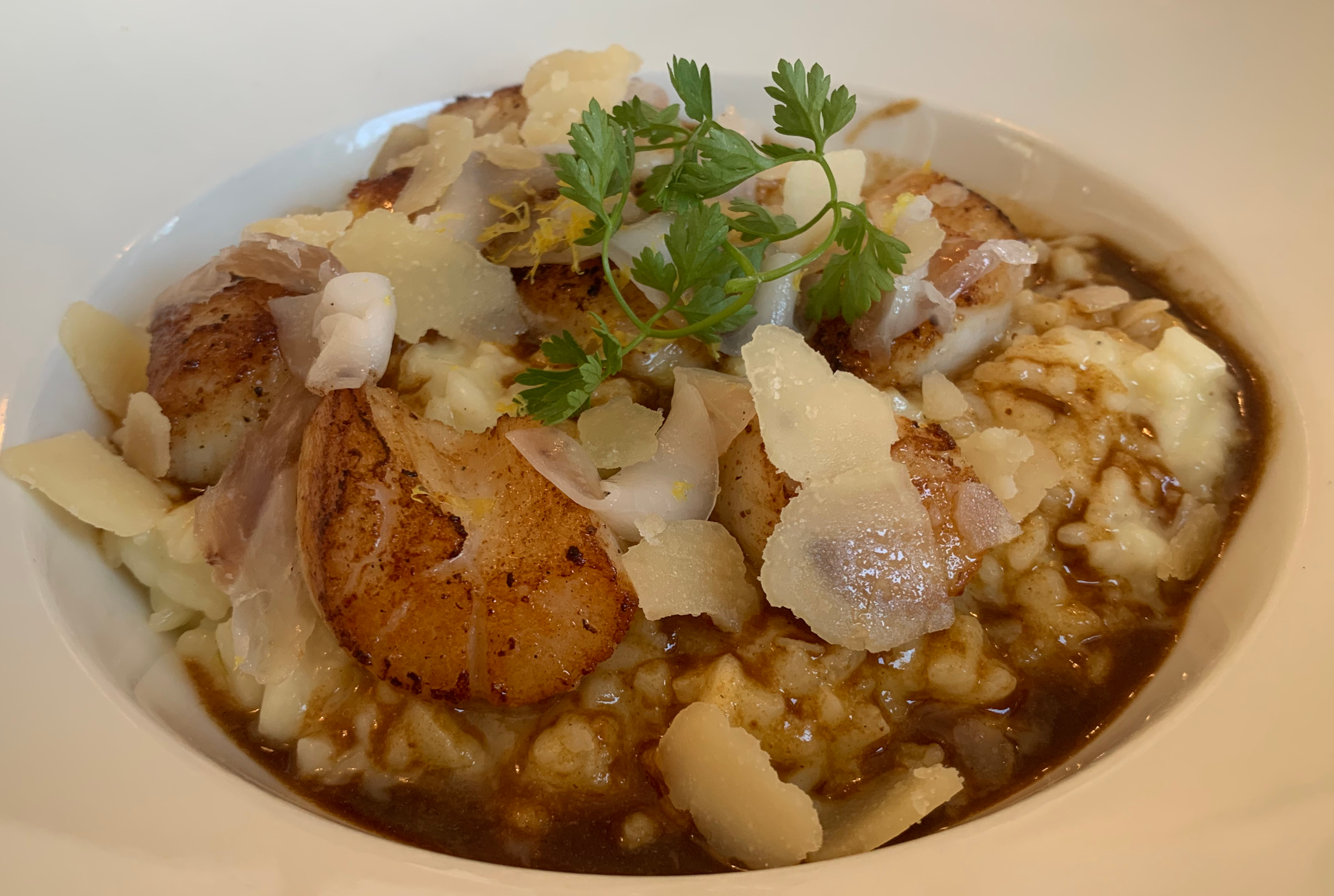
Risotto con riso Arborio misto con capesante scozzesi

Il riso Arborio ha radici antiche che risalgono al XVII secolo, quando fu sviluppato per la prima volta nella regione del Piemonte, nel nord Italia. La sua origine è strettamente legata alla città di Arborio, situata lungo le fertili pianure del fiume Po. Inizialmente, la coltivazione del riso Arborio era limitata a piccole aree attorno a questa città, ma nel corso del tempo, la sua popolarità crebbe rapidamente. Nel XVIII secolo, con il miglioramento delle tecniche agricole e l'espansione delle coltivazioni risicole, il riso Arborio divenne una risorsa preziosa per l'economia locale e un ingrediente fondamentale nella cucina del Piemonte e oltre. Oggi, la sua produzione si è estesa a diverse regioni dell'Italia settentrionale, e in tutto il mondo.

## Descrizione

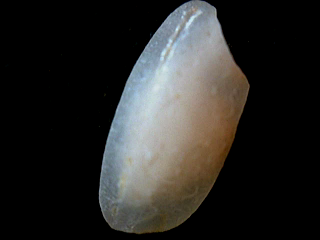
Un singolo chicco di riso Arborio

Il riso Arborio è noto per i suoi chicchi rotondi e perlati, che hanno una consistenza cremosa e una tendenza a rimanere al dente anche dopo una lunga cottura. Questo riso è caratterizzato da un alto contenuto di amido, che conferisce al piatto finito una consistenza vellutata e unica. Durante la preparazione, i chicchi di riso Arborio assorbono gradualmente il liquido aggiunto, rilasciando l'amido e creando così una consistenza cremosa che è una caratteristica distintiva dei piatti di risotto.Il riso Arborio presenta un sapore delicato, con sfumature leggere di nocciola, che si combinano bene con una varietà di ingredienti.

## Coltivazione
La coltivazione del riso Arborio richiede un processo scrupoloso e una gestione attenta per garantire una produzione ottimale. Le regioni settentrionali dell'Italia, specialmente il Piemonte, offrono condizioni climatiche e geografiche favorevoli per questo tipo di coltivazione. Durante la stagione estiva, caratterizzata da temperature moderate e precipitazioni adeguate, la crescita del riso Arborio è favorita. La fase iniziale della coltivazione coinvolge la preparazione del terreno, spesso attraverso sistemi di irrigazione controllata per mantenere un livello costante di umidità. I semi di riso vengono poi seminati uniformemente nei campi allagati, dove germinano e crescono. Durante la crescita, è importante mantenere un livello d'acqua costante e controllato. I coltivatori monitorano attentamente lo sviluppo delle piante durante la crescita, prestando particolare attenzione alle malattie e ai parassiti che possono danneggiare il raccolto. La gestione delle infestazioni può richiedere l'utilizzo di tecniche di controllo biologico o l'applicazione di trattamenti agricoli mirati.
La raccolta avviene quando le pannocchie di riso sono mature. Può essere effettuata manualmente o meccanizzata, a seconda delle dimensioni dell'azienda agricola e delle risorse disponibili. Dopo la raccolta, il riso Arborio viene sottoposto a processi di lavorazione per separare i chicchi dagli steli e dalle impurità, prima di essere immagazzinato e distribuito.